# Ruta 20 (Bolivia)
La Ruta Nacional 20 es una carretera boliviana perteneciente a la Red Vial Fundamental. La Ruta 20 ha sido declarada parte de la Red Vial Nacional de Bolivia " Fundamental Red Vial " por Ley 2187 del 10 de abril de 2001.

## Historia
La vía tiene una longitud de 81 kilómetros y atraviesa la parte sureste del Departamento de Potosí y la parte suroeste del Departamento de Chuquisaca en dirección oeste-este. El camino comienza en la Ruta 14 cerca del pueblo de Hornillos, 22 kilómetros al norte del pueblo de Tupiza y cruza la casi deshabitada Cordillera de Mochara, donde el camino sube hasta los 4300 m. En el lado este de la cresta, el camino pasa por el pueblo de Impora y termina después de 81 kilómetros en la Ruta 1 cerca de Las Carreras en el Río San Juan del Oro.
La Ruta 20 no está pavimentada en todo su recorrido, consta de caminos de ripio y tierra.

## Ciudades

### Departamento de Potosí
- km 000: Hornillos

### Departamento de Chuquisaca
- km 063: Impora
- km 081: Las Carreras